# Jean-Paul Riopelle

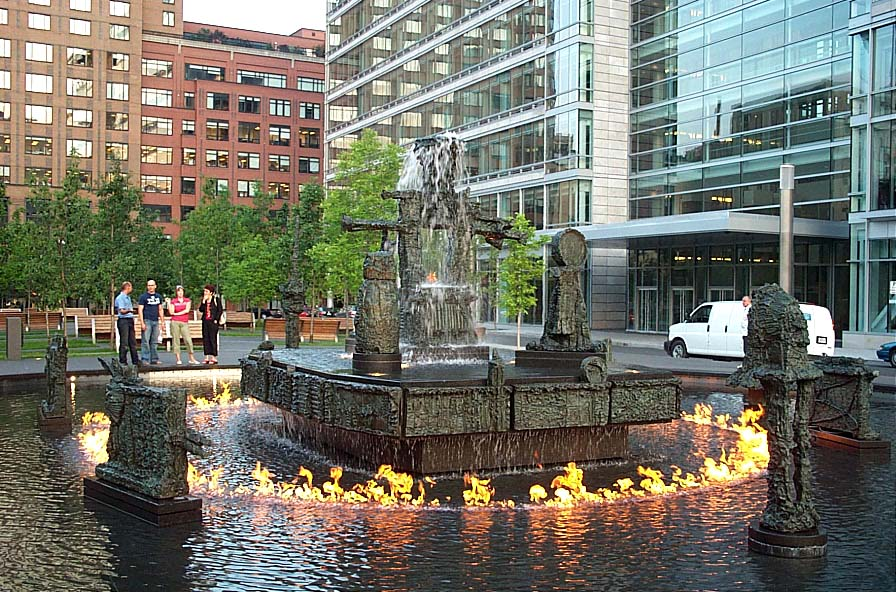
Rzeźba La Joute Jean-Paula Riopelle w Montrealu

Jean-Paul Riopelle (ur. 7 października 1923 w Montrealu, zm. 12 marca 2002 w Saint-Antoine-de-l’Isle-aux-Grues) – kanadyjski malarz i rzeźbiarz związany z prowincją Quebec.
W latach 1940 studiował pod kierunkiem Paula-Émile'a Borduasa. Był członkiem ruchu artystycznego frankofońskich Kanadyjczyków Les Automatistes (Automatyści), powstałego pod wpływem teorii automatyzmu związanej z surrealizmem. 
W 1947 przeniósł się do Paryża, gdzie zaszczepił na grunt europejski idee ekspresjonizmu abstrakcyjnego.
W 1969 roku został odznaczony Orderem Kanady i zaczął spędzać w ojczyźnie więcej czasu.
Obrazy Riopelle'a osiągają wysokie ceny, co spowodowało konflikt prawny dotyczący testamentu pomiędzy jego dziećmi a konkubiną.